# Bolxaia Mikhàilovka
Bolxaia Mikhàilovka (en rus: Большая Михайловка) és un poble (un possiólok) de l'óblast de Vorónej, a Rússia, segons el cens del 2010 tenia 23 habitants.